# 2,4-ジヒドロキシベンズアルデヒド
2,4-ジヒドロキシベンズアルデヒド（英語: 2,4-dihydroxybenzaldehyde）または、β-レソルシルアルデヒド（英語: β-resorcylaldehyde）は、化学式が C7H6O3 で表されるフェノールアルデヒドである。プロトカテクアルデヒド（3,4-ジヒドロキシベンズアルデヒド）の異性体である。